# Mirian Tsalkalamanidze
Mirian Tsalkalamanidze (Georgia, Unión Soviética, 20 de abril de 1927-3 de agosto de 2000) fue un deportista soviético especialista en lucha libre olímpica donde llegó a ser campeón olímpico en Melbourne 1956.

## Carrera deportiva
En los Juegos Olímpicos de 1956 celebrados en Melbourne ganó la medalla de oro en lucha libre olímpica estilo peso mosca, por delante del iraní M. Ali Khojastehpour (plata) y del turco Hüseyin Akbaş (bronce).